# Vaino Vahing
Vaino Vahing (ur. 15 lutego 1940 w miejscowości Aravu, zm. 23 marca 2008 w Tartu) – estoński pisarz i psychiatra.
Vahing ukończył w 1961 r. wydział medycyny na Uniwersytecie w Tartu (est. Tartu Riiklik Ülikool). W latach 1963–1965 pracował w szpitalu w Jämejala, a od 1967 r. w klinice w Tartu. W latach 1975–1981 prowadził zajęcia w Uniwersytecie w Tartu. Pracował jako lekarz sądowy biorąc udział w wielu sprawach sądowych jako ekspert.
Vaino Vahing znany był szerzej jako prozaik i dramaturg. Zadebiutował w 1967 r. na łamach czasopisma Noorus. Chętnie wykorzystywał w swych tekstach elementy psychoanalizy, ukazując bohaterów działających pod wpływem podświadomości.
Od 1973 r. członek Związku Pisarzy Estońskich. W 1975 r. otrzymał nagrodę państwową Estońskiej SRR. W 1982 r. jego opowiadanie Machiavelli kirjad tütrele II, opublikowane w czasopiśmie Looming zostało wyróżnione nagrodą literacką im. Friedeberta Tuglasa. W 1996 r. przyznana została mu nagroda kulturalna Republiki Estońskiej.
Żonaty z pisarką Maimu Berg a następnie, po rozwodzie, z aktorką i piosenkarką Heli Vahing. Jego córką z pierwszego małżeństwa jest Julia Laffranque, prawniczka, pracująca w estońskim sądzie najwyższym (Riigikohus).

## Dzieła
- 1970 - Lugu (opowiadanie)
- 1972 - Suvekool (dramat)
- 1972 - Kaemus (opowiadania)
- 1973 - Sina (krótka powieść, wyd. pol. pt. Ty, przekł. Aarne Puu, Kraków 1980)
- 1974 - Mees, kes ei mahu kivile (dramat)
- 1976 - Pulmad (dramat)
- 1976 - Näitleja (opowiadania)
- 1979 - Kirjanik (nowela)
- 1979/1981 - Machiavelli kirjad tütrele (nowela)
- 1983 - Testament (dramat)
- 1984 - Faehlmann. Keskpäev. Õhtuselgus. (dramat, współautor Madis Kõiv)
- 1988 - Endspiel. Laskumine orgu (powieść, współautor Madis Kõiv)
- 1990 - E me ipso (eseje)
- 1996 - Kaunimad jutud (opowiadania)
- 2005 - Vaimuhaiguse müüdi (eseje i krytyka)
- 2006/2007 - Päevaraamat (dzienniki, dwa tomy)